# Indonesia Air Transport
Indonesia Air Transport is een Indonesische chartermaatschappij met haar thuisbasis in Jakarta.

## Geschiedenis
Indonesia Air Transport is opgericht in 1968.

## Vloot
De vloot van Indonesia Air Transport bestaat uit:(juli 2016)
- 4 ATR-42
- 2 Fokker 50